# Анзику (королевство)
Анзику — историческое государство в долине реки Конго, образованное в XVII в. В 1882 году признало протекторат Франции. Было также известно под названиями Теке или Макоко.

## История
Первые сведения о племенах батеке (ба-теке) относят к X в. С XII в. они стали доминировать на плоскогорьях региона. Со временем батеке признали превосходство королевства Конго, в обязанности их входила защита границ и рудников. В течение XV ст. происходило объединение племен батеке.
К 1600 году батеке покоряют нижнюю часть реки Конго, контролируют земли северо-западнее верхнего бассейна реки Куилу. В 1620-х годах процесс формирования собственного государства завершился. В свою очередь это повлекло за собой конфликты с королевством Конго, поводом к чему стало право использовать медные прииски, которые располагались в пограничных землях.
Теке с упадком государства Конго в начале XVIII ст. не имела врагов и угроз. В то же время владельцы Теке не осуществляли захватническую политику. В 1880 году макоко Илой Лумбат Имумба I признал французский протекторат (он утвержден в 1882 году). 1881 сооружен Браззавиль. В то же время Нгалиема Инси, вождь левобережной части Теке, не признал это соглашение, объявив о независимости. Однако 1882 заключил соглашение с Генри Стэнли, согласившись на вхождение в Свободное государство Конго.